# 岩尾峠
岩尾峠（いわおとうげ）は、滋賀県甲賀市甲南町杉谷と三重県伊賀市槇山を結ぶ峠。標高は290m。
1336年（建武5年）3月、北朝の小佐治基氏・国氏等と、信楽側から来た南朝の軍との戦場となった。
この峠は近くの息障寺への信仰とかかわり、近江と伊賀を分けるのではなく地域のつながりを強めていた。

## 岩尾山息障寺

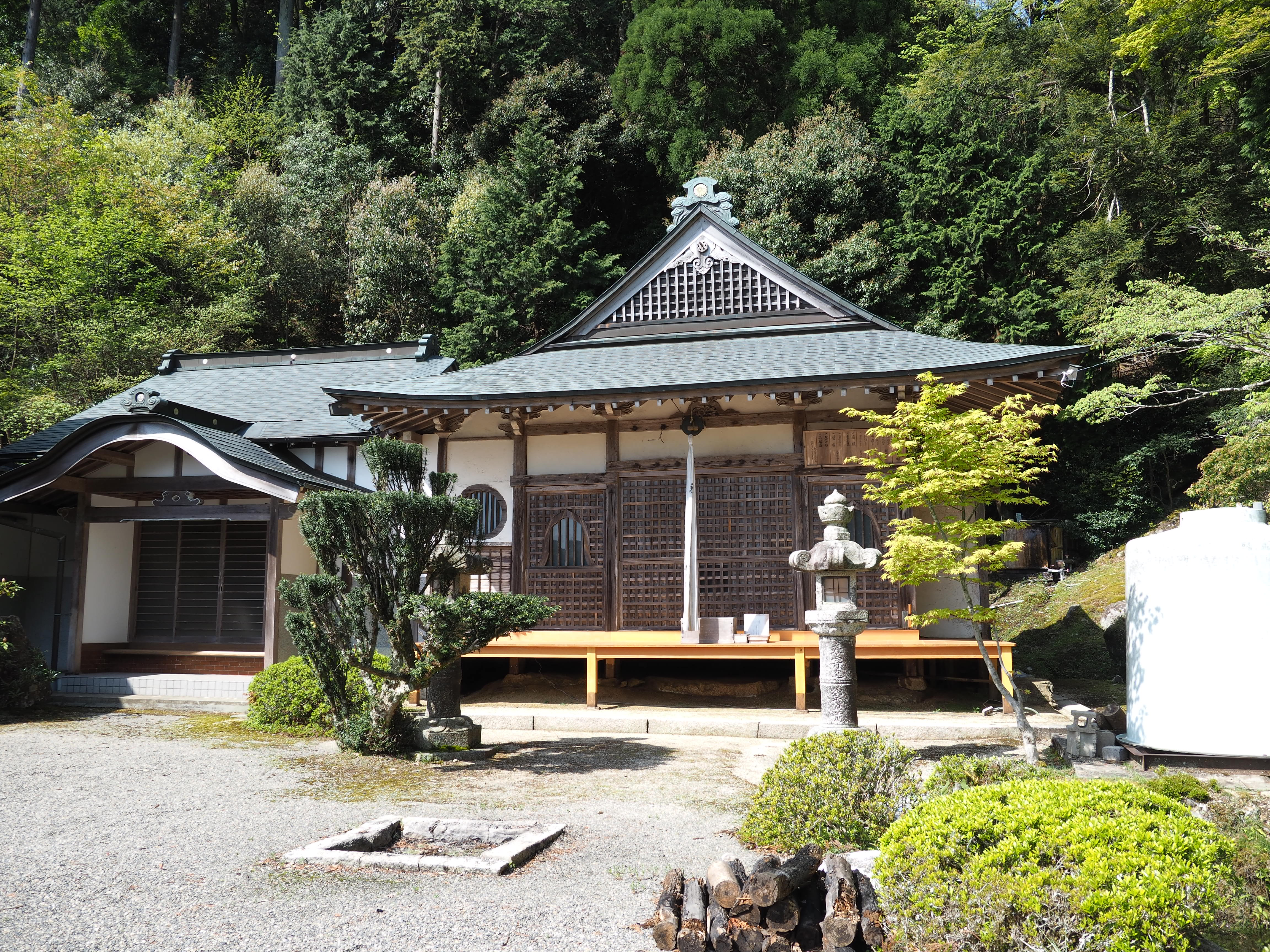
本堂

縁起によると最澄が延暦寺の建立のため、岩尾山に材木を求めたところ、山の池に大蛇が棲みつき杣人の通行を妨げ、最澄が禁竜の法を唱えると大蛇は去り、木を刈り出すことができたと言われている。その恩に報いるため、霊岳に伽藍を建立し、池原延暦寺と称することになったと伝えられ、比叡山試みの寺とも言われている。
楼門近くの曼荼羅岩をはじめ、いたるところに巨石があり、古代の磐坐（いわくら）信仰の名残をとどめている。山岳宗教の聖地として栄え、また山伏・忍者の修練場であったと伝わる。岩尾山に屏風状の巨岩に不動明王が彫刻されてあることから、息障寺は「岩尾不動」や「槇山不動」と呼ばれ、近江・伊賀にわたって広く信仰を集めた。
1385年（至徳2年）と近くに刻まれている磨崖地蔵菩薩坐像（市指定文化財）、作風から室町時代初期と考えられる磨崖不動明王立像（市指定文化財）がある他、山中には多数の石像が配置されている。また、松尾芭蕉の句碑「行く春を淡海の人とをしみける 翁」がある。

## 近くの名所
- 岩尾の一本杉 - 最澄が刺した箸が大きくなったと伝えられる。滋賀県指定の自然記念物[2]。